# Zinsänderungsrisiko
Unter Zinsänderungsrisiko (oder Zinsrisiko) versteht man im Finanzwesen die Ungewissheit, ob der mit einem zinstragenden Finanzinstrument oder Finanzprodukt verbundene Zinssatz durch die künftige Marktentwicklung vom Marktzins abweicht.

## Allgemeines
Das Zinsänderungsrisiko ist eine Unterart des Preisrisikos und resultiert aus der Möglichkeit einer a priori nicht erwarteten Veränderung der Marktzinssätze. Es trifft gleichermaßen Finanztransaktionen mit Festzinssätzen als auch variablen Zinssätzen.
Bei Festzinssätzen kann der aktuelle Marktzinssatz vom vereinbarten Festzinssatz abweichen, bei variablen Zinssätzen besteht die Gefahr, dass Zinssatzerhöhungen (bei Krediten) oder Zinssatzsenkungen (bei Geldanlagen) zu zusätzlichen Zinskosten (oder einem Ertragsentgang) gegenüber einem vergleichbaren Festzinsgeschäft führen. Damit stellt sich das Zinsänderungsrisiko als die durch Zinsänderungen induzierte negative Abweichung zwischen dem gegenwärtigen und dem künftig realisierten Zinsüberschuss heraus. Zinsänderungen unterliegen subjektiver Unsicherheit. Es handelt sich um systematische Risiken, die mit aggregierten volkswirtschaftlichen Variablen korreliert sind und einen nachhaltigen Einfluss auf die Wohlfahrt der Wirtschaftssubjekte haben. Sie können entweder barwertig oder zu aktuellen Marktwerten bemessen werden.
Zinsänderungsrisiken spielen nicht nur für Anleger und Kreditnehmer, sondern auch insbesondere für Kreditinstitute wegen der Fristentransformation eine entscheidende Rolle. Für Kreditinstitute besteht ein Zinsänderungsrisiko darin, dass der bei unveränderten Zinssätzen zu erzielende Kurswert eines Finanzprodukts aufgrund eintretender Zinsänderungen nicht erreicht wird.

## Geschichte
Die seit Januar 1937 in Deutschland bestehende staatliche Zinsreglementierung endete durch Aufhebung der Zinsverordnung im April 1967. Diese schrieb im „Sollzinsabkommen“ Höchstzinssätze vor, die durch die Kreditinstitute im Kreditgeschäft nicht überschritten und im „Habenzinsabkommen“ beim Einlagengeschäft maximal vergütet, aber auch unterschritten werden durften. Sollzinsen und Habenzinsen blieben dadurch stabil, Anpassungsbedarf und Zinsänderungsrisiken bestanden nicht. Nach Freigabe der Zinsen im April 1967 konnten sich Soll- und Habenzinsen frei der Marktentwicklung anpassen, wodurch jedoch für die Marktteilnehmer Marktrisiken und insbesondere Zinsänderungsrisiken entstanden.

## Analyse des Zinsänderungsrisikos

### Einflussfaktoren
Die wesentlichen Einflussfaktoren des Zinsänderungsrisikos lassen sich zu zwei Oberbegriffen zusammenfassen: Zum einen ist das Zinsänderungsrisiko vom Zins-Exposure (interne Komponente), zum anderen von den Marktzinsvolatilitäten (externe Komponente) abhängig.
Die Zins-Exposure fasst unternehmensinterne Faktoren wie die offene Festzinsposition, die Fristenabläufe und die Zinselastizität zusammen. Die Marktzinsvolatilitäten stellen sowohl Zinsniveauveränderungen als auch Drehungen der Zinsstruktur dar. Je ausgeprägter diese beiden Faktoren auftreten, d. h., je größer beispielsweise die Festzinsposition im Vergleich zur variablen Zinsposition ist oder je stärker sich das Zinsniveau verschiebt, umso höher ist unter sonst gleichen Bedingungen auch das Zinsänderungsrisiko.
Die Veränderung des Zinsniveaus hat bei Anleihen mit fixem Kupon eine geringe Auswirkung auf den Wert der Position. Jedoch können Zinsänderungen bei Anleihen mit fixer Verzinsung zu erheblichen Kursveränderungen führen. Werden diese über einen längeren Zeitraum gehalten, haben Zinsänderungen eine signifikante Auswirkung auf die Performance. Der Wert der Anleihe sinkt, wenn der Marktzins steigt. Die Rückzahlungsbeträge (Kupon und Tilgung) werden zum neuen Zinssatz angelegt. Steigt der Zinssatz, so steigt auch der Betrag, der aus der Wiederveranlagung der Rückzahlungsbeträge resultiert. Der Zinsertrag aus den Kupons der Anleihe bleibt unverändert. Wenn hingegen eine Anleihe mit fixem Kupon bis zur Fälligkeit gehalten wird, kommt es nur zu einem geringen Einfluss hinsichtlich der Performance des jeweiligen Investments (da sich die Höhe des Kupons, sprich der Effektivzinssatz, nicht verändert).

### Instrumente zur Zinsrisikoanalyse
Die Instrumente zur Zinsrisikoanalyse lassen sich zum einen danach unterscheiden, ob sie primär zur Analyse des Zinsüberschussrisikos oder des Barwertrisikos entwickelt und eingesetzt werden. Darüber hinaus ist eine Unterscheidung nach statischen oder dynamischen Ansätzen möglich. Während die statischen Ansätze stichtagsbezogen sind und in der Regel auch nur die zu diesem Stichtag bereits kontrahierten Zinsgeschäfte berücksichtigen, werden bei den dynamischen Ansätzen auch Neu- und Anschlussgeschäfte in die Analyse integriert. Die statischen Instrumente zielen daher vor allem auf das operative Geschäft. Dynamische Ansätze sind dagegen insbesondere für strategische Risikoanalysen geeignet.

### Zinsüberschuss- bzw. Zinsspannenrisiken
Betrachtet man die langfristige Entwicklung der Zinsspannen einer Großbank, einer Sparkasse und einer Genossenschaftsbank auf Basis der Bundesbankstatistik, so stellt man im Zeitablauf stark schwankende Zinsspannen fest.

#### Zinsspannen ausgewählter Bankengruppen im Zeitraum 1970 bis 2000
|                       | Mittelwert | Standardabweichung | Variationskoeffizient |
| Großbanken            | 2,33 %     | 0,56 %-Punkte      | 24 %                  |
| Genossenschaftsbanken | 3,18 %     | 0,34 %-Punkte      | 11 %                  |
| Sparkassen            | 3,01 %     | 0,30 %-Punkte      | 10 %                  |

Während die Zinsspannen der Sparkassen und der Genossenschaftsbanken in diesem Zeitraum eine Standardabweichung von 0,30 bis 0,34 Prozentpunkten aufwiesen, betrug sie bei den Großbanken knapp 0,56 %-Punkte. Offensichtlich war das Zinsänderungsrisiko bei den Großbanken ausgeprägter. Eine Betrachtung des Variationskoeffizienten als relatives Steuerungsmaß verstärkt diesen Eindruck noch.

#### Einflussfaktoren und Formen des Zinsüberschussrisikos
Die wesentlichen Wirkungszusammenhänge lassen sich mit Hilfe einer Bilanzbetrachtung verdeutlichen, wobei die Zusammenhänge in gleicher Weise auch für das außerbilanzielle Geschäft Gültigkeit besitzen.
Das gesamte Zinsgeschäft eines Kreditinstituts kann in zwei Schichten unterteilt werden, die sich hinsichtlich ihrer Anpassungsfähigkeit an auftretende Marktzinsänderungen unterscheiden:

##### Festzinsgeschäfte
Diese Geschäfte umfassen sämtliche Positionen, die für einen bestimmten Zeitraum einen fest vereinbarten und in seiner Höhe konstanten Zinssatz aufweisen.

##### Variable Zinsgeschäfte
Diese Zinsgeschäfte besitzen entweder keine Zinsbindungsdauer oder aber nur eine sehr kurze. Dadurch sind diese Geschäfte teilweise bzw. voll zinsreagibel.
Zinsüberschussrisiken entstehen immer dann, wenn zwischen den Aktiv- und Passivpositionen keine Zinsbindungskongruenz besteht. Auftretende Inkongruenzen führen zu entsprechenden betraglich oder zeitlich offenen Positionen.
Der klassische Fall des Zinsüberschussrisikos ist das so genannte Festzinsrisiko. Dieses entsteht, wenn ein Festzinsblock auf der Aktivseite durch eine variabel verzinsliche Position auf der Passivseite der Bilanz finanziert wird (Risiko bei steigendem Marktzins) oder umgekehrt eine variabel verzinsliche Position auf der Aktivseite durch eine Festzinsposition auf der Passivseite finanziert wird (Risiko bei sinkendem Marktzins).

#### Zinsbindungsbilanz
Die Zinsbindungsbilanz ist ein Instrument, mit dem Zinsänderungsrisiken identifiziert und quantifiziert werden können. Sie wurde in den 70er Jahren und insbesondere mit dem Zinsanstieg zu Anfang der 80er Jahre zunehmend zur Analyse des Zinsänderungsrisikos in Kreditinstituten eingesetzt. In der Folge der aus der Hochzinsphase resultierenden Schieflagen einzelner Institute hat die Bundesanstalt für Finanzdienstleistungsaufsicht (BaFin) für sämtliche Banken die Pflicht zur Aufstellung von Zinsbindungsbilanzen eingeführt.
In der Zinsbindungsbilanz werden sämtliche aktivischen und passivischen Festzinspositionen gegenübergestellt und für zukünftige Perioden die sich ergebenden offenen Positionen ermittelt. Eine offene Position, entweder als Aktivüberhang oder als Passivüberhang bedeutet Zinsänderungsrisiko.
Als Festzinsgeschäft sollten dabei in Anlehnung an die BaFin üblicherweise alle Geschäfte zu Grunde gelegt werden, die eine Restzinsbindung von mehr als 180 Tagen aufweisen. Ebenso sollte diese Bilanz auch die nicht zinsreagiblen unverzinsliche Aktiva und Passiva berücksichtigen.
Üblicherweise berücksichtigt die Zinsbindungsbilanz in der Feststellung des Zinsüberschussrisikos einen Marktzinsanstieg von 1 %. D. h. das ausgewiesene Risiko stellt den Betrag in EUR dar, den der Zinsüberschuss sinken wird, wenn das Marktzinsniveau um 1 % steigt.

##### Formaler Aufbau
Die Zinsbindungsbilanz ist Teil der Ertragsbilanz. Folgende Tabelle zeigt eine Zinsbindungsbilanz bei positiver Fristentransformation und die Gesamtbilanz, die zusätzlich das sonstige Marktzinsabhängige Geschäft umfasst.
| Aktiva                                 | Passiva                                |
| Geschlossene Festzinsposition          | Geschlossene Festzinsposition          |
| Offene Festzinsposition                | Festzinslücke                          |
| Sonstiges marktzinsabhängiges Geschäft | Sonstiges marktzinsabhängiges Geschäft |
| -------------------------------------- | -------------------------------------- |

Die Zinsbindungsbilanz hat den Nachteil, dass ein Rückgang gegenüber der ursprünglichen Erwartung bei einer Zinsänderung erfolgen kann, obwohl keine Festzinslücke besteht. Die Veränderung rührt aus dem sonstigen marktabhängigen Geschäft.

##### Beispiel einer Zinsbindungsbilanz
|                                                       | Volumen | Ø-Zins |
| Festzinsaktiva                                        | 2.300   | 8,0 %  |
| Festzinspassiva                                       | 1.500   | 6,0 %  |
| Geschlossene Position                                 | 1.500   | 2,0 %  |
| Offene Position (aktiv)                               | 800     | 8,0 %  |
| Zinsüberschussrisiko (Veränderung Marktniveau um 1 %) | −8      | −8     |

Somit tritt im obigen Fall ein Zinsüberschussrisiko in Höhe von 8 Einheiten ein.

##### Kritik
Zinsveränderungen können das Ergebnis auch dann negativ beeinflussen, wenn Fristenkongruenz (Übereinstimmen der Volumina hinsichtlich der Restlaufzeit auf der Aktiv- und der Passivseite) besteht. Dies ist darauf zurückzuführen, dass sich die variablen Aktiv- und Passivzinssätze unterschiedlich verändern.
In der Regel findet in der Praxis eine Erweiterung der Zinsbindungsbilanz durch Barwertüberlegungen statt. Dabei werden die Zinsüberschussrisiken der folgenden Perioden mit dem entsprechenden Diskontsatz abgezinst.

#### Zinsablaufbilanz
Hier werden die Festzinsbestände zu mehreren Zeitpunkten abgebildet.

#### Das Zinselastizitätenkonzept
Dieses etwa Mitte der 80er Jahre insbesondere durch Bernd Rolfes entwickelte Konzept stellt auf die unterschiedlichen Zinsreagibilitäten im variablen Zinsgeschäft ab. Dieser Zusammenhang spielt auch bei der Zinselastizität eine Rolle. Diese beschreiben die Anpassungsfähigkeit von variablen Zinspositionen auf Veränderungen des Marktzinsniveaus.
Es wird vorausgesetzt, dass die Zinssätze der einzelnen Bilanzpositionen und Finanzprodukte an den Geld- und Kapitalmarktzinssatz gekoppelt sind.
Mathematisch dargestellt errechnet sich dann die Zinselastizität wie folgt:
{\displaystyle ZEL={\frac {PZ_{t}-PZ_{0}}{MZ_{t}-MZ_{0}}}},
mit {\displaystyle PZ_{t}} = Produktzins in t, {\displaystyle PZ_{0}} = Produktzins in der Periode 0, {\displaystyle MZ_{t}} = Marktzins in t, {\displaystyle MZ_{0}} = Marktzins in der Periode 0.
Da die Höhe der so ermittelten Zinselastizitäten aber sehr stark von den beiden Beobachtungszeiträumen abhängt, ist es sinnvoll, die Elastizitäten mit Hilfe von Regressionsanalysen zu berechnen.
Bei der Investitionsgüternachfrage auf dem Investitionsgütermarkt übt der Kreditzins Einfluss auf die Investitionsgüternachfrage aus, sofern Investitionen ganz oder teilweise fremdfinanziert werden. Die Zinselastizität ist dann die Reaktion der Investitionsgüternachfrage auf Zinsänderungen und mathematisch definiert als Verhältnis der relativen Investitionsänderung {\displaystyle \Delta {\frac {I}{I}}} zur relativen Zinsänderung {\displaystyle \Delta {\frac {i}{i}}}:
{\displaystyle ZEL={\frac {\Delta {\frac {I}{I}}}{\Delta {\frac {i}{i}}}}}.
Liegt eine Investitionsfalle vor, ist die Zinselastizität gleich „Null“.

##### Statische Elastizitätsbilanz
Die Basis für Zinselastizitätsuntersuchungen bildet regelmäßig die statische Elastizitätsbilanz. In ihr werden sämtliche Aktiv- und Passivpositionen mit ihren Volumina und Zinselastizitäten einander gegenübergestellt. Im Grundmodell der statischen Elastizitätsbilanz setzt sich das gesamte Zinsänderungsrisiko aus zwei Komponenten zusammen: dem Festzinsrisiko aus der offenen Festzinsposition und dem variablen Zinsänderungsrisiko.

###### Beispiel einer statischen Elastizitätsbilanz
| Elastizitätsbilanz in Mio. EURO    | Elastizitätsbilanz in Mio. EURO | Elastizitätsbilanz in Mio. EURO | Elastizitätsbilanz in Mio. EURO | Elastizitätsbilanz in Mio. EURO | Elastizitätsbilanz in Mio. EURO |
| Aktiva                             | Volumen                         | Zinselastizität                 | Passiva                         | Volumen                         | Zinselastizität                 |
| ---------------------------------- | ------------------------------- | ------------------------------- | ------------------------------- | ------------------------------- | ------------------------------- |
| Barreserven                        | 200                             | 0,00 %                          | Interbankenverbindlichkeiten    | 300                             | 0,90 %                          |
| Interbankenforderungen             | 600                             | 0,90 %                          | Sichteinlagen                   | 200                             | 0,00 %                          |
| Kontokorrentkredite                | 1.500                           | 0,80 %                          | Termineinlagen                  | 1.100                           | 0,70 %                          |
| Kurzfristige Darlehen              | 1.300                           | 0,60 %                          | Spareinlagen                    | 2.400                           | 0,40 %                          |
| variables Aktivgeschäft            | 3.600                           | 0,70 %                          | variables Passivgeschäft        | 4.000                           | 0,50 %                          |
| Anleihen und Schuldverschreibungen | 300                             | 0,00 %                          | Sparbriefe                      | 500                             | 0,00 %                          |
| Kommunaldarlehen                   | 400                             | 0,00 %                          | Schuldverschreibungen           | 300                             | 0,00 %                          |
| Hypothekendarlehen                 | 700                             | 0,00 %                          | Eigenkapital                    | 200                             | 0,00 %                          |
| Festzinsaktiva                     | 1.400                           | 0,00 %                          | Festzinspassiva                 | 1.000                           | 0,00 %                          |
| Aktiva Gesamt                      | 5.000                           | 0,504 %                         | Passiva Gesamt                  | 5.000                           | 0,400 %                         |

In dem verbleibenden Block von 3.600 Mio. Euro variablen Geschäfts auf der Aktivseite ergibt sich eine durchschnittliche Zinsanpassungselastizität in Höhe von 0,70 %. Die dagegenstehenden variablen Passivmittel weisen jedoch nur eine durchschnittliche Elastizität von 0,50 % auf. Bei einem Anstieg des Marktzinsniveaus um 1 % würden die Zinserträge somit stärker steigen, als der Zinsaufwand. Es ergäbe sich somit eine Zinsänderungschance für das Kreditinstitut.
{\displaystyle ZAR=(ZEL_{A}-ZEL_{P})\cdot BS},
mit {\displaystyle ZEL_{A}} = Zinselastizität Aktiv, {\displaystyle ZEL_{P}} = Zinselastizität Passiv und {\displaystyle BS} = Bilanzsumme.
Somit ergibt sich für das Kreditinstitut eine Zinsänderungschance in Höhe von 5,2 Mio. Euro.

##### Dynamische Elastizitätsbilanz
Gegenstand der dynamischen Elastizitätsbilanz sind umfangreiche strategische Bilanz- und Zinsrisikosimulationen. Diese werden mit Hilfe von PC-Lösungen mit begrenztem Aufwand durchgeführt, wobei entsprechende Programme sowohl von Unternehmensberatungsgesellschaften als auch von einzelnen kreditwirtschaftlichen Verbänden angeboten werden.
Diese Simulationsrechnungen bauen auf den Informationen der Zinsbindungsbilanz und der statischen Elastizitätsbilanz auf.
Auf Grund von zu treffenden Annahmen, wie z. B. die zukünftige Zinsentwicklung, treten hierbei eine Vielzahl von Prognoseproblemen auf.

##### Kritik
Die zu messenden Zinselastizitäten weisen keine zeitliche Stabilität auf.

### Barwertrisiken
Zinsbedingte Bar- bzw. Marktwertrisiken treten bei der Betrachtung von einzelnen festverzinslichen Wertpapieren bis hin zu Wertpapierportefeuilles in den Vordergrund. Hier führt eine drohende Steigung des Marktzinsniveaus zu einer Anpassung des Wertpapierkurses.

#### Kursrisiken festverzinslicher Wertpapiere
Der Kurs einer Anleihe ist von Faktoren wie z. B. dem Nominalzins und der Restlaufzeit geprägt.
Allgemein lässt sich der Marktwert (MW) eines festverzinslichen Wertpapiers wie folgt errechnen:
{\displaystyle MW=\sum _{t=1}^{n}{\frac {C}{(1+r)^{t}}}}

#### Durations-Analyse
Die Duration ist eine Zeitgröße in Jahren, die den Zeitraum angibt, der bei einem festverzinslichen Wertpapier benötigt wird, damit sich die aus einer Zinsänderung ergebenden Kurs- und Zinseszinseffekte gerade wieder ausgleichen und in dem damit die Ursprungsrendite gesichert wird (siehe hierzu auch Duration).
Da sich zum Zeitpunkt der Duration ein bestimmter feststehender Wert unabhängig von der eintretenden Marktzinsänderung ergibt, kann mit Hilfe der Duration eine Immunisierung gegen Zinsänderungsrisiken erfolgen.

#### Basis-Point-Value-Analyse
Der Basis Point Value (auch als Present Value of a Basis Point oder Dollar Value of a 01 (DV01) bekannt) gibt an, in welcher Höhe sich der Wert eines Finanzinstruments bei der Verschiebung der Zinskurve um einen Basispunkt ändert. Der Wert lässt sich auf mittels der modifizierten Duration approximieren.
Mittels BPV kann insbesondere die Sensitivität gegenüber einer Zinsänderung ermittelt und hierauf basierend die Hedge-Ratio bei entsprechenden Sicherungsgeschäften etwa via Terminkontrakten abgeleitet werden.

#### Value-at-Risk-Analysen

Value at Risk

Die auf Risiko-Kompensation zielenden Verfahren wie die Duration müssen trotz aller Ausbaustufen noch (Rest-)Risiken anerkennen. Da zudem die Unsicherheit in Bezug auf die Einflussgrößen eines Risikos besser eingefangen werden sollte, blieb bereits von hierher ein Bedarf nach weiter entwickelten Methoden zur Analyse von Preisänderungsrisiken bestehen. Hinzu trat das steigende Interesse an einem geeigneten Maß zur Messung der Gesamtrisikoposition einer Bank. Daher wurde das Konzept des Value at Risk entwickelt.
Ausgehend von einem downside-orientierten Risikobegriff, der ein Risiko als negative Abweichung zwischen tatsächlichem und erwartetem Ergebnis versteht, wird das Risikomaß VaR definiert als die negative Wertänderung einer Vermögensposition, die in Abhängigkeit einer unterstellten Verteilungsannahme mit einer bestimmten vorgegebenen Wahrscheinlichkeit in einer bestimmten Periode maximal eintreten kann.
Er stellt damit einen Schwellenwert dar, den die tatsächlichen Verluste mit der vorgegebenen Wahrscheinlichkeit nicht überschreiten.

## Steuerung des Zinsänderungsrisikos
Die Vertragsparteien haben zur Ausschaltung derartiger Zinsänderungsrisiken verschiedene Möglichkeiten entwickelt. Zinsänderungsrisiken können durch Risikominderung, Risikotransfer oder Risikovermeidung teilweise oder ganz ausgeschaltet werden. Einerseits kann durch Vertragsklauseln in Kreditverträgen oder Anleihebedingungen wie etwa einer Zinsgleitklausel oder einer Zinsbindungsfrist ein Zinsrisiko ausgeschlossen werden, andererseits können Zinsderivate wie Zinsswaps zum Hedging der Zinsrisiken im Rahmen des Risikotransfers eingesetzt werden.
Die Einteilung der Risikosteuerung in Maßnahmen der aktiven und der passiven Risikosteuerung lässt sich grundsätzlich auch auf die Steuerung des Zinsänderungsrisikos übertragen.

### Aktive versus passive Treasury-Strategien
Aktive Treasury-Strategien sind dadurch gekennzeichnet, dass in Abhängigkeit von konkreten Zinsprognosen bewusst offene Zinspositionen beziehungsweise Abweichungen von einer definierten Benchmark eingegangen werden, um eine höhere Rendite als die Benchmark zu erzielen.
Passive Treasury-Strategien sind dagegen regelgebundene Strategien, die unabhängig von Zinsprognosen verfolgt werden. Dabei wird versucht, eine vorgegebene Cashflow-Struktur über längere Zeiträume möglichst konstant zu halten.

### Risikovermeidung mit Risikolimiten
Im Rahmen der aktiven Risikosteuerung ist zunächst die Risikovermeidung auf der Basis von Limitsystemen anzuführen. Neben der Limitierung des Gesamtbankrisikos werden in der Regel auch Teillimite zur Begrenzung bestimmter Risikopositionen, wie z. B. dem Kursänderungsrisiko, eingesetzt.
Die Quantifizierung der Risikolimite erfolgt in der Praxis über das oben erläuterte Value-at-Risk-Konzept.

### Risikoverminderung und Risikoüberwälzung durch Derivative Instrumente
Neben bilanziellen Instrumenten zur Risikoverminderung und -überwälzung stehen insbesondere außerbilanzielle, derivative Finanzinstrumente zur Verfügung.
Die bilanzielle Steuerung kann sowohl im Kunden- als auch im Interbankengeschäft erfolgen. Auf Kundenseite ist jedoch zu berücksichtigen, dass die Akzeptanz des Kunden vonnöten ist um beispielsweise die Zinsbindung im Kundengeschäft zu erhöhen. Da sich auf Grund von Konjunkturzyklen unterschiedliche Nachfragemuster aus Sicht des Kunden ergeben werden, ist es wohl nur schwer möglich die intern abgeleiteten Strategien zur Risikoverminderung und -überwälzung umzusetzen.
Somit ist es für ein Kreditinstitut vielversprechender zu versuchen, die definierte Strategie im Interbankengeschäft umzusetzen.

#### Zins-Swaps
Zins-Swaps beinhalten den Austausch von zwei unterschiedlichen Zinszahlungsverpflichtungen, die sich auf einen einheitlich zu Grunde liegenden Nominalbetrag beziehen. Da nur die Zinszahlungsverpflichtung getauscht wird und der Nominalbetrag nicht fließt, entsteht zwischen den Vertragspartnern keine Kapitalforderung.

#### Forward Rate Agreement
Beim Forward Rate Agreement (FRA) vereinbaren zwei Vertragsparteien einen festen Terminzinssatz (englisch Forward Rate) auf einen bestimmten Nominalbetrag für einen in der Zukunft liegenden Zeitraum. Zudem verpflichten sie sich, Ausgleichszahlungen zu leisten, sofern ein festgelegter Referenzzinssatz zu Beginn des in der Zukunft liegenden Zeitraums über oder unter dem vereinbarten Terminzinssatz liegt.

#### Zins-Futures
Zins-Futures stellen das börsliche Gegenstück zu den außerbörslichen Forward Rate Agreements dar. Sie stellen ein echtes Termingeschäft dar. Im Unterschied zu den FRAs wird jedoch nicht der Zins zwischen Käufer und Verkäufer, sondern der sich aus dem Zins ergebende Kurs des Papiers vereinbart. Es handelt sich damit letztlich um den standardisierten Kauf/Verkauf einer Anleihe per Termin.
Zins-Futures werden als standardisierte Terminkontrakte an zahlreichen Terminbörsen gehandelt. In Europa sind dies insbesondere die Eurex in Frankfurt und die Liffe in London.
Als Grundlage für den Anleihenkauf dienen Bundesanleihen (BUND-Future), Bundesobligationen (BOBL-Future), die Schatzanweisungen (Schatz-Future) sowie Geldmarktpapiere (Ein- und Drei-Monats-Euribor-Futures).
Die wichtigsten Merkmale eines Future-Kontraktes sind:
- die Spezifikation des zu Grunde liegenden Kassainstruments,
- die Kontraktgröße,
- die handelbaren Fälligkeitstermine,
- die Regelungen zur Sicherheitsleistung und zur Schlussabrechnung.

#### Zinsoptionen
Über die oben genannten Finanzinstrumente hinaus, eignen sich noch weitere Instrumente wie Zinsoptionen zur fallweisen Absicherung von Zinsänderungs- bzw. Marktpreisänderungsrisiken:
- Cap: Absicherung gegen steigende Zinsen mit einer Zinsobergrenze,
- Floor: Absicherung gegen sinkende Zinsen mit einer Zinsuntergrenze und
- Collar: Kombination einer Zinsober- und Zinsuntergrenze.

## Regulierung des Zinsänderungsrisikos
Es wird zwischen Zinsänderungsrisiken des Anlagebuches und des Handelsbuches unterschieden.

### Zinsänderungsrisiken im Anlagebuch
Zinsänderungsrisiken des Anlagebuches werden in Grundsatz 1 nicht reguliert; dies gilt auch für Basel II, wobei dieses in Säule 2 berücksichtigt werden kann.
So wurden zur Unterstützung von Säule 2 vom Basler Ausschuss (2004) „Prinzipien für das Management und die Aufsicht von Zinsrisiken“ aufgestellt, in denen unter anderem der Begriff der Ausreißerinstitute (outlier banks) definiert wird. Darunter fallen diejenigen Banken, bei denen ein Standard-Zinsschock oder dessen Äquivalent (z. B. ein 200 Basispunkte Zinsschock für Exposures in G10-Währungen) zu einem Barwertverlust im Anlagebuch von mehr als 20 % des haftenden Eigenkapitals (Tier 1 und Tier 2 capital) führt. Die nationalen Bankenaufsichten sollten Ausreißerinstituten gegenüber besonders achtsam bezüglich der angemessenen Ausstattung an regulatorischem Eigenkapital sein.
Die aufsichtliche Behandlung der Zinsänderungsrisiken im Anlagebuch war bis November 2011 im Rundschreiben 07/2007 (BA) der BaFin geregelt, das am 9. November 2011 vom Rundschreiben 11/2011 (BA) abgelöst wurden. Die Regelungen zur internen Steuerung des Zinsänderungsrisikos im Anlagebuch finden sich insbesondere in den Mindestanforderungen an das Risikomanagement (MaRisk).
Für das deutsche Bankensystem wurde das Zinsrisiko im Anlagebuch seitens der Deutschen Bundesbank und der BaFin erstmals in den Jahren 2005/2006 im Rahmen einer freiwilligen Umfrage unter den deutschen Banken ermittelt. Die detaillierten Ergebnisse dieser Zinsrisikoumfrage wurden jedoch bis dato nicht veröffentlicht.
Der Basler Ausschuss (2004) hat zudem einen standardisierten Modellrahmen aufgestellt, anhand dessen das Zinsrisiko im Anlagebuch von Banken über externe (buchhalterische) Größen seitens den nationalen Aufsichtsbehörden quantifiziert werden kann. Ähnliche Modelle werden bereits in anderen Staaten wie den USA (Economic Value Model, EVM) angewendet. Ausgefeiltere Modelle umfassen das Net Portfolio Vaue Model (NPV) der Office of Thrift Supervision, bzw. das Time Series Accounting-Based Model (TAM), anhand dessen das Zinsrisiko deutscher Banken analysiert wurde.

### Zinsänderungsrisiko im Handelsbuch
Bei Zinsänderungsrisiken des Handelsbuches muss zunächst eine Zinsnettoposition bestimmt werden. Dies ist generell bei Marktpreisrisiken der Fall. Sie ergibt sich aus zinsabhängigen Wertpapieren und Kassapositionen, wertpapierbezogenen Derivaten und marktzinsbezogenen Derivaten.
Bei zinsabhängigen Wertpapieren und Kassapositionen wird eine Saldierung gegenläufiger Positionen vorgenommen. Es ist die Zinsnettoposition in gleichen Wertpapieren.
Bei wertpapierbezogenen Derivaten wird eine Saldierung der wertpapierbezogenen Komponente mit gegenläufigen Positionen vorgenommen.
Die marktzinsbezogene Komponenten der wertpapierbezogenen Derivate werden ebenso wie die marktzinsbezogenen Derivate saldiert. Dies gilt für weitgehend entsprechende Positionen.

### Eigenmittelunterlegung für allgemeine Kursrisiken

#### Durationsmethode
{\displaystyle \Delta C_{0}=-D_{m}\cdot C_{0}\cdot \Delta i\ }
- {\displaystyle \Delta C_{0}}: Veränderung des Kurswertes
- {\displaystyle D_{m}}: modifizierte Duration
- {\displaystyle C_{0}}: Kurswert
- {\displaystyle \Delta i}: Zinssatzänderung

##### Bestimmung des Teilanrechnungsbetrages für das allgemeine Zinsänderungsrisiko
- Zinsnettopositionen werden entsprechend ihrer Duration in Laufzeitbänder eingeordnet. Dann wird die entsprechende Kursänderung berechnet.

##### Saldierung innerhalb Laufzeitbänder
Geschlossene Bankpositionen haben eine 5-%-Gewichtung.

##### Saldierung innerhalb Laufzeitzonen
Es werden drei Laufzeitzonen gebildet: eine kurzfristige mit Dauer unter einem Jahr, eine mittelfristige mit einer Dauer von unter 3,6 Jahren und eine langfristige mit über 3,6 Jahren. Eine geschlossene Position erhält eine 40 % Gewichtung, wenn sie kurz ist, bei mittel und lange eine 30 % Gewichtung.

##### Saldierung zwischen den jeweiligen Laufzeitzonen
Dann werden die offenen Positionen saldiert. Für kurz und mittel gilt ein geschlossener Zonen saldo von 40 %, für mittel und lang, falls mittelfristig offen ist.

##### Offene Positionen
Unterlegung der verbleibenden offenen Position mit 100 %.
Eine ungleichgewichtige Durationsbilanz kann durch folgende Maßnahmen ausgeglichen werden:
- durch die Aufnahme von Passiva mit hoher Duration und Anlage von Aktiva mit niedriger Duration, dies gilt auch für neue Vertragsabschlüsse
- durch den Einsatz passender Derivate